# Raúl Cardozo
Raúl Ernesto Cardozo (nacido el 28 de octubre de 1967) es un exjugador y actual entrenador de fútbol argentino considerado uno de los jugadores más importantes de la historia de Vélez Sársfield. Su último club fue Villa Dálmine de la Primera Nacional.

## Trayectoria
Apodado Pacha, nació en Morón y comenzó su carrera como jugador con Vélez Sársfield durante la temporada 1986-87. Luego pasó a jugar más de 350 juegos para el equipo, logrando jugar durante la era dorada del club a mediados de la década de 1990 cuando ganaron 9 títulos importantes.
Cardozo ayudó a Vélez a ganar su primer título de liga en 25 años cuando fueron campeones en el campeonato Clausura 1993. La temporada siguiente ganó la Copa Libertadores y la Copa Intercontinental.
Vélez ganó ambos títulos de liga durante la temporada 1995-96.
En 1997 fue convocado a la selección de Argentina para jugar en la Copa América de 1997.
Su último gran título con Vélez fue el Torneo clausura 1998.
En 1999 dejó Vélez y  jugó para equipos diferentes: Newell's Old Boys y Chacarita Juniors en la Primera División de Argentina, Nacional en Uruguay, donde ganó un título de liga en 2001, Olimpia en Paraguay y finalmente Villa Dálmine en la Primera "C" del ascenso de Argentina.

## Carrera de entrenador
Cardozo había sido subdirector de Omar Asad en Godoy Cruz y Sportivo Estudiantes. En marzo de 2019 fue nombrado entrenador de Almirante Brown pero dejó el club a fines de junio de 2019 luego de dirigirlo durante 10 partidos con 7 victorias 1 empate y 2 derrotas siendo vital para lograr la permanencia del Mirasol en la categoría. El mismo año después de Almirante Brown entrenó en Colegiales. En  2022 fue entrenador de Villa Dalmine dirigiendo 5 partidos en la temporada en la Primera Nacional.

## Clubes

### Como jugador
| Club              | País      | Año       |
| ----------------- | --------- | --------- |
| Vélez Sarsfield   | Argentina | 1986-1999 |
| Newell's Old Boys | Argentina | 1999-2000 |
| Chacarita Juniors | Argentina | 2000-2001 |
| Nacional          | Uruguay   | 2001      |
| Olimpia           | Paraguay  | 2002      |
| Villa Dálmine     | Argentina | 2002-2003 |

### Como entrenador
| Club            | País      | Año  |
| --------------- | --------- | ---- |
| Almirante Brown | Argentina | 2019 |
| Colegiales      | Argentina | 2019 |
| Villa Dálmine   | Argentina | 2022 |

## Palmarés

#### Títulos nacionales
| Título              | Club            | País      | Año    |
| ------------------- | --------------- | --------- | ------ |
| Primera División    | Vélez Sarsfield | Argentina | C-1993 |
| Primera División    | Vélez Sarsfield | Argentina | A-1995 |
| Primera División    | Vélez Sarsfield | Argentina | C-1996 |
| Primera División    | Vélez Sarsfield | Argentina | C-1998 |
| Campeonato Uruguayo | Nacional        | Uruguay   | 2001   |
| Primera C           | Villa Dálmine   | Argentina | 2002   |

#### Títulos internacionales
| Título                 | Club            | Sede         | Año  |
| ---------------------- | --------------- | ------------ | ---- |
| Copa Libertadores      | Vélez Sarsfield | São Paulo    | 1994 |
| Copa Intercontinental  | Vélez Sarsfield | Tokio        | 1994 |
| Copa Interamericana    | Vélez Sarsfield | Buenos Aires | 1996 |
| Supercopa Sudamericana | Vélez Sarsfield | Buenos Aires | 1996 |
| Recopa Sudamericana    | Vélez Sarsfield | Kōbe         | 1997 |